# Zuben-el-Akrab
Zuben-el-Akrab (aus arab. الزبانى العقرب az-zubānā al-ʿaqrab ‚die Klaue des Skorpions‘) ist der Eigenname des Sterns γ Librae (Gamma Librae) im Sternbild Waage. Er gehört der Spektralklasse G8 an und besitzt eine scheinbare Helligkeit von +4 mag. Zuben-el-Akrab ist ca. 160 Lichtjahre von der Erde entfernt. Andere Schreibweise: Zuben el Hakrabi, Zuben Hakraki.